# Extremadura Unida
Extremadura Unida (EU) és un partit de centredreta de caràcter regionalista extremeny. Fundat el 10 de desembre de 1980 per Pedro Cañada Castillo i vints companys més d'ambdues províncies extremenyes, fou el primer partit regionalista d'Extremadura. Va obtenir representació en l'Assemblea d'Extremadura a les eleccions autonòmiques de 1983 i 1987. En 2005 va proposar la celebració d'un referèndum en tot Espanya sobre el Pla Ibarretxe. En 2006 va signar un acord per a presentar llistes conjuntes amb el Partit Popular en les eleccions municipals i autonòmiques de 2007. EU va obtenir un diputat, Juan Pedro Domínguez, en les llistes de la coalició amb el PP.